# Franklin Guerra
Franklin Joshua Guerra Cedeño, noto semplicemente come Franklin Guerra (Portoviejo, 12 aprile 1992), è un calciatore ecuadoriano, difensore o centrocampista del Barcelona SC.

## Palmarès

### Club

#### Competizioni nazionali
- Campionato ecuadoriano: 1

LDU Quito: 2018
- Copa Ecuador: 1

LDU Quito: 2019